# Ludwig Babenstuber
Ludwig Babenstuber (ur. 1660 w Deining – zm. 5 kwietnia 1726 w klasztorze benedyktyńskim w Ettal) – niemiecki filozof i teolog, wicekanclerz uniwersytetu w Salzburgu.

## Życie
Po ukończeniu nauki podstawowej wstąpił do nowicjatu zakonu św. Benedykta w Ettal (1681). W 1682 złożył śluby, po których poświęcił się przede wszystkim nauczaniu. Gdy rozpoczynał swoje studia nie wydawał się rokować wielkich nadziei, ale przez ciężką pracę szybko nadrobił ogromne braki w wiedzy, tak że wkrótce zaczął być uważany za jednego z najbardziej uczonych ludzi swojej epoki: vir comsummatae in omni genere dictrinae et probitatis, jak opisuje go Dom Egger w Idea ordinis Hierarchico-Benedictini i historii uniwersytetu salzburskiego. Aż do 1690 Babenstuber był kierownikiem scholastykatu swojego zakonu w Salzburgu, uczył filozofii od 1690 do 1693, a następnie wywędrował do Schlehdoft by tam uczyć teologii w klasztorze kanoników regularnych.
Po powrocie do Salzburga w 1695 r. objął profesurę teologii moralnej, teologii dogmatycznej i egzegezy w sławnym benedyktyńskim uniwersytecie tego miasta. Pozostawał w Salzburgu przez 25 lat, w ciągu tego okresu przez trzy lata pełniąc funkcję wicerektora, a przez sześć lat wicekanclerza. W 1717 powrócił do klasztoru w Ettal, gdzie spędził resztę swoich dni.

## Poglądy
W teologii dogmatycznej Babenstuber był w sposób wyraźny tomistą; w moralnej zawziętym obrońcą probabilizmu. Pośród innych rzeczy twierdził, że pojedynczy autor, o ile stałby "ponad sprzecznościami" ("omni exceptione major"), może tylko na mocy własnego autorytetu przedłożyć opinię własną ponad opinię innych. Mimo to w sprawach wiary całkowicie odrzucał zasadę probabilizmu. W jednej ze swych dystynkcji twierdzi też, że odprawianie Mszy św. prywatnie w Wielki Czwartek i Wielką Sobotę może być dozwolone, ale po tym jak jego Ethica Supernaturalis zeszła z pras drukarskich nauczył się, że zakazują tego rzymskie trybunały, i właściwie poprawił to twierdzenie. Opublikowane dzieła Babenstubera obejmują szerokie spektrum tematów, przeważnie filozoficznych i teologicznych.

## Najważniejsze dzieła
- Philosophia Thomistica, 4 vols., Salzburg 1704
- Ethica Supernaturalis, Augsburg 1718

Na podstawie Catholic Encyclopedia